# Midway-Gletscher
Der Midway-Gletscher ist ein Gletscher im ostantarktischen Viktorialand. In den Victory Mountains fließt er von der Westflanke des Evans Ridge an der gemeinsamen Wasserscheide mit dem Jütland-Gletscher zum Pearl-Harbor-Gletscher.
Die Nordgruppe der New Zealand Federated Mountain Clubs Antarctic Expedition (1962–1963) benannte ihn nach der Schlacht um Midway im Zweiten Weltkrieg. Zahlreiche weitere Objekte in der Umgebung sind gleichfalls nach Seeschlachten benannt.